# Станово
Станово — село в Україні, в Закарпатській області, Мукачівському районі. До 1995 року село мало назву Станове.

## Географія
Селом протікає річка Бабичка, ліва притока Чорної Води.

## Археологія
У села могильник куштановицької культури. За селом названа станівська культура.
В околицях села — знахідка двох шліфованих кам'яних сокир. В селі є поселення бронзової доби, біля нього, в підніжжі пагорба — курган невизначеного часу. В урочищі Галамани — ґрунтовий могильник культури Станове (XIV—XII століть). Досліджувався братами Затлукал в 1931 році. Тут же — два кургани куштановицької кульутри, розкопані ними же.
В околицях Станово знайдено два бронзових скарби і окремі розрізнені знахідки епохи бронзи, заліза, перших століть нашої ери. Заслуговує увагу знахідки чотирьох бронзових мечів у 1881 році в урочищі Каменистий Горб. Бронзові скарби датуються епохою пізньої бронзи — раннього заліза.
Станівський могильник і скарб із 53-х бронзових виробів доби пізньої бронзи — початку епохи раннього заліза (13—12 ст. до н. е.) поблизу с. Станове Мукачівського району Закарпатської обл. Найбільший вклад у вивчення культури зробили Т.Легоцький, К.Бернякович і Е.Балагурі. Пам'ятка стала епонімом культури Фельшесевч-Станове (станівська культура), поширеної також у Півнчно-Східній Угорщині та Північній Трансильванії. У Закарпатській, Львівській, інших суміжних областях виявлено низку поселень, могильників і скарбів цієї культури. Крім землеробства і скотарства, племена займалися бронзоливарним виробництвом. Значна кількість бронзових прикрас, предметів озброєння, оборонне будівництво — свідчення майнової нерівності, виділення родової верхівки, збройних сутичок.
Станівська культура (в Румунії культура Сучу-де-Сус, в Угорщині культура Фельшьосоч) — археологічна культура пізнього бронзової доби на Закарпатті. Відома за поселеннями, могильниками, скарбами бронзових виробів. Входить до ширшої культурної спільноти культури полів поховальних урн. Датується XIV—XII сторіччями до Р. Х. Станівська культура виникла з Отоманьської культури. Етнічна приналежність станівського населення остаточно не визначена. Вчені вважають, що ці племена відіграли певну роль у формуванні фракійського етнічного масиву карпатського ареалу. Вважається, що носіїв культур зі спірально-меандровою керамікою періоду міді-бронзи Карпатського ареалу і Подністров'я (трипільська, Ноуа, станівська) слід пов'язувати з дако-фракійцями.
Навпроти степові терени Північного причорномор'я зайняті племенами середньостогівської, ямної, зрубної культур, за даними археологів та лінгвістів, починаючи з IV тисячоліття до Р. Х., стали місцем формування індоіранської етнічної спільноти.

## Історія
Історія села Станово згадується у переказах, одним з яких свідчить, що село вже існувало в першій половині XIII століття (за історичними документами перша згадка датується до 1364 року) під час татаро-монгольської навали. Селяни, рятуючись від кочовиків-загарбників, тікали у навколишні ліси. У переказі згадується і про лісову місцевість «Гучало» від якої і походить прізвище мешканця села Гуч, який нібито жив тут у ті часи
У історичних пам'ятках згадується також, що на місці нашого села (десь у XIII столітті) жили олаги — переселенці з Румунії. Станово було головним місцем до якого належало 9 населених пунктів. Пізніше на місце олагів Федір Корятович, князь Подільський поселив тут русинів, які жили на панських землях. Шкурами з куниць платили данину панству.
Дерев'яна церква святих Петра і Павла у Станово, збудована на початку XVII ст., мала два дзвони. Село тоді нараховувало 348 душ населення.
Напередодні першої імперіалістичної війни село налічувало 110 солом'яних хат, однокласну церковно-приходську школу бляхою криту, фару, церкву, два водяні графські млини, і найбільшу у селі кам'яну будову — графську корчму. Офіційна назва села звучала тоді як Санфолво (угор. Szánfalva). Село мало власну печатку з зображенням триповерхової мурованої будівлі (імовірно, школи або фари); зразок такої печатки був офіційно затверджений Міністерством внутрішніх справ Королівства Угорщини 1904 року.
Майже вся земля належала графу Шенборну, поміж яку тулилися невеличкі селянські клаптики.
У 1880 році Шенборн виділив селян в одно найбільше урочище «Перекіп» і «Терничора», названі селянами так тому, що тут постійно треба було копати, а родилося тільки терня. Багато гектарів дубового лісу, що був навколо села належало графу.
Важкі голодні роки змусили значну частину селян свої убогі маєтки надати під заставу банкам, вибирали гроші на дорогу в Америку, Канаду. За історичними даними Закарпатського обласного архіву село назване в честь Пананського управителя Стана, відоме з тринадцятого сторіччя. Церкву згадують у 1692 році. У 1733 році йдеться мова про дерев'яну церкву з двома дзвонами. У 1778 році села Новоселиця та Гандеровиця були філіями без церков. Іван Віщак, який служив у селі на початку XIX ст. звернувся 5 червня 1778 р до тодішньої влади з проханням про обмін старої парохїльної ділянки, що замокла на ділянку Федора і Матія Копча. На цей період Станово нараховувало 595 осіб греко-католиків та село Новоселиця — 148.
У дворі церкви стояв надгробник та хрест Андрію Гомічкову тодішньому священику й цілителю. Малий дзвін відлито Пряшівським майстром Аегерером та Паулем Шміцем в 1800 р. Один середній дзвін вилито в Малих Геївцях у 1856 році (майстер Ласло Альберт по сприянню Михайла Бисаги). Великий дзвін вилито в 1925 році — з Америки найбільший дзвін у краї (парох Андрій Азарій).
Тільки в 1905–1914 рр. із села виїхало за океан 55 чоловік. Більшість з цих людей в село не повернулись. Життєвий рівень селян був жахливим. В одній хаті жило по 10-14 чоловік. Люди носили одяг з конопель і постоли у вихідні, а у будні ходили в дерев'янках.
У березні — квітні 1919 року в селі Станово існувала Радянська влада після визволення Станова від німецько-нацистських загарбників 26 жовтня 1944 року 18 жителів добровільно вступили до лав Червоної Армії з яких 6 віддали життя в боях за незалежність і свободу Вітчизни. У селі встановлено обеліск в честь односельців, які загинули в боях з нацистами. Село Станове — тупикове село. Сільській раді підпорядкований населений пункт — Гандеровиця.
Нині в селі Станово є одна середня школа I—III ступенів, дошкільний навчальний заклад, сільська рада, сільський клуб, бібліотека-філіал, лікарська амбулаторія загальної практики сімейної медицини, поштове відділення, п'ять приватних торгових точок, православна церква, будується греко-католицька, та діє церковно-приходська школа, де навчаються діти з 7 до 16 років
Церква св. Петра і Павла. 1808.
храм св. Петра і Павла. 1808.
Церкву згадують у 1692 році. У 1733 році йдеться мова про дерев'яну церкву з двома дзвонами. У 1778 році села Новоселиця та Гандеровиця були філіями без церков. Іван Віщак, який служив у селі на початку XIX ст. звернувся 5 червня 1778 р до тодішньої влади з проханням про обмін старої парохїльної ділянки, що замокла на ділянку Федора і Матія Копча. Теперішня церква — струнка мурована базиліка з бічними апсидами. Про давність споруди свідчать могутні стіни, арковий прохід з бабинця до нави, два значної товщини стовпи, що підтримують хори. Добре зберігся іконостас початку 19 ст. із ще не перемальованими іконами, але царські двері вже нові — з 1984 р.
На цей період Станово нараховувало 595 осіб греко-католиків та село Новоселиця — 148.
У дворі церкви стояв надгробник та хрест Андрію Гомічкову тодішньому священику й цілителю.
У північно-західному куті двору стоїть каркасна одноярусна дерев'яна дзвіниця, вся оббита бляхою та увінчана цікавим кованим хрестом. Малий дзвін відлито відомими пряшівськими майстрами Легерером (або Лехерером) та Паулем Шміцем у 1800 р. Один середній дзвін відлив майстер Ласло Альберт у Малих Ґеївцях у 1856 р. стараннями Михайла Бисаги та його синів, інший — теж з 1856 р. — виготовлено братами Бухнерами в Кошицях. Великий дзвін належить до найбільших у краї. Замовили його станівські вірники з Америки в 1925 р. У 1946 р. був засланий на каторгу місцевий парох Андрій Азарі.
Тільки в 1905—1914 рр. із села виїхало за океан 55 чоловік. Більшість з цих людей в село не повернулись.

## Туристичні місця
-  За селом названа станівська культура.
- храм св. Петра і Павла. 1808.

## Населення
Згідно з переписом УРСР 1989 року чисельність наявного населення села становила 1026 осіб, з яких 494 чоловіки та 532 жінки.
За переписом населення України 2001 року в селі мешкали 983 особи.

### Мова
Розподіл населення за рідною мовою за даними перепису 2001 року:
| Мова       | Відсоток |
| ---------- | -------- |
| українська | 99,49 %  |
| російська  | 0,30 %   |
| угорська   | 0,10 %   |

## Видатні люди
- Гарагонич Василь Васильович (1959, Пузняківці — 2000) — український журналіст, науковець, педагог, громадський діяч, доктор історичних наук, професор, заслужений працівник освіти України.